# Plectranthias alcocki
Plectranthias alcocki là một loài cá biển thuộc chi Plectranthias trong họ Cá mú. Loài này được mô tả lần đầu tiên vào năm 2014.

## Từ nguyên
Từ định danh alcocki được đặt theo tên của Alfred William Alcock (1859–1933), nhà tự nhiên học kiêm bác sĩ người Anh, từng giữ vị trí Giám đốc Bảo tàng Ấn Độ, người có những đóng góp trong việc phân loại hệ động vật vùng biển sâu của Ấn Độ.

## Phân bố và môi trường sống
P. alcocki hiện chỉ được biết đến ở ngoài khơi bờ biển bang Kerala (Ấn Độ), được tìm thấy ở độ sâu trong khoảng 180–320 m.

## Mô tả
Chiều dài cơ thể lớn nhất của P. alcocki là 7,2 cm. Cá có màu nâu nhạt ở thân trước, đỏ ở thân sau (từ gáy đến gốc vây hậu môn). Vùng trước của đầu và các vây có màu cam phớt vàng. Có đốm đen dọc theo gốc vây lưng ở các gai 4–8, tương tự ở các tia mềm 1–3, 6–7 và 11–14, và 2 đốm đen ở nửa trên của cuống đuôi. Nắp mang có đốm đen ở phía sau.
Số gai vây lưng: 11; Số tia vây lưng: 15; Số gai vây hậu môn: 3; Số tia vây hậu môn: 7; Số tia vây ngực: 15; Số vảy đường bên: 28.